# Saint-Genis-de-Saintonge
Saint-Genis-de-Saintonge je naselje in občina v zahodnem francoskem departmaju Charente-Maritime regije Poitou-Charentes. Leta 2006 je naselje imelo 1.185 prebivalcev.

## Geografija
Kraj se nahaja v pokrajini Saintonge 32 km južno od njenega središča Saintes.

## Uprava
Saint-Genis-de-Saintonge je sedež istoimenskega kantona, v katerega so poleg njegove vključene še občine Bois, Champagnolles, Clam, Clion, Givrezac, Lorignac, Mosnac, Plassac, Saint-Dizant-du-Gua, Saint-Fort-sur-Gironde, Saint-Georges-Antignac, Saint-Germain-du-Seudre, Saint-Grégoire-d'Ardennes, Saint-Palais-de-Phiolin in Saint-Sigismond-de-Clermont s 7.508 prebivalci.
Kanton Saint-Genis-de-Saintonge je sestavni del okrožja Jonzac.

## Zgodovina
Ime kraja izhaja iz imena sv. Genesiusa, lyonskega nadškofa iz 7. stoletja.

## Zanimivosti
- neogotska cerkev Marijinega brezmadežnega spočetja iz 19. stoletja.